# デス・レース3 インフェルノ
『デス・レース3 インフェルノ』（原題：Death Race 3: Inferno）は、2013年制作のアメリカ合衆国のアクション映画。『デス・レース』シリーズの3作目で、『デス・レース2』の続編。オリジナルビデオとして制作された。

## あらすじ
カール・ルーカスは、ターミナル島刑務所で行われ世界中にライブ中継される「デス・レース」に出場中、全身に大やけどを負ってしまい、治療と引き換えに、伝説のドライバー“フランケンシュタイン”を名乗ることになる。
カールはその後のレースで4勝目をあげ、あと1勝すれば彼と彼のクルーは自由の身になれるというところまで来た。だが、次のレースの直前、主催者のウェイランドがレースの世界イベントへの拡大を狙う実業家ナイルズに開催権を買収されてしまい、さらにレースの舞台がアフリカ南部のカラハリ砂漠へと変更される。
こうしてカールは、灼熱の砂漠を舞台に自由の身をかけてデス・レースを戦うことに。

## キャスト
| 役名                                   | 俳優                   | 日本語吹き替え |
| -------------------------------------- | ---------------------- | -------------- |
| カール・ルーカス／フランケンシュタイン | ルーク・ゴス           | 小松史法       |
| R・H・ウェイランド                     | ヴィング・レイムス     | 乃村健次       |
| ゴールドバーグ                         | ダニー・トレホ         | 廣田行生       |
| カトリーナ・バンクス                   | タニット・フェニックス | 宮島依里       |
| ナイルズ・ヨーク                       | ダグレイ・スコット     | 小山力也       |
| リスト                                 | フレデリック・コーラー |                |
| 14K                                    | ロビン・ショウ         |                |
| 日本語版制作スタッフ                   |                        |                |
| 字幕翻訳                               | 字幕翻訳               | 小森亜貴子     |
| 吹替翻訳                               | 吹替翻訳               | 藤原恵子       |